# Furcula deorum
Furcula deorum är en fjärilsart som beskrevs av Dyar 1922. Furcula deorum ingår i släktet Furcula och familjen tandspinnare. Inga underarter finns listade i Catalogue of Life.